# Dwight Morrow
Dwight Morrow (Huntington, 1873. január 11. – Englewood, 1931. október 5.) az Amerikai Egyesült Államok szenátora (New Jersey, 1930–1931).